# Franz Alfred Six

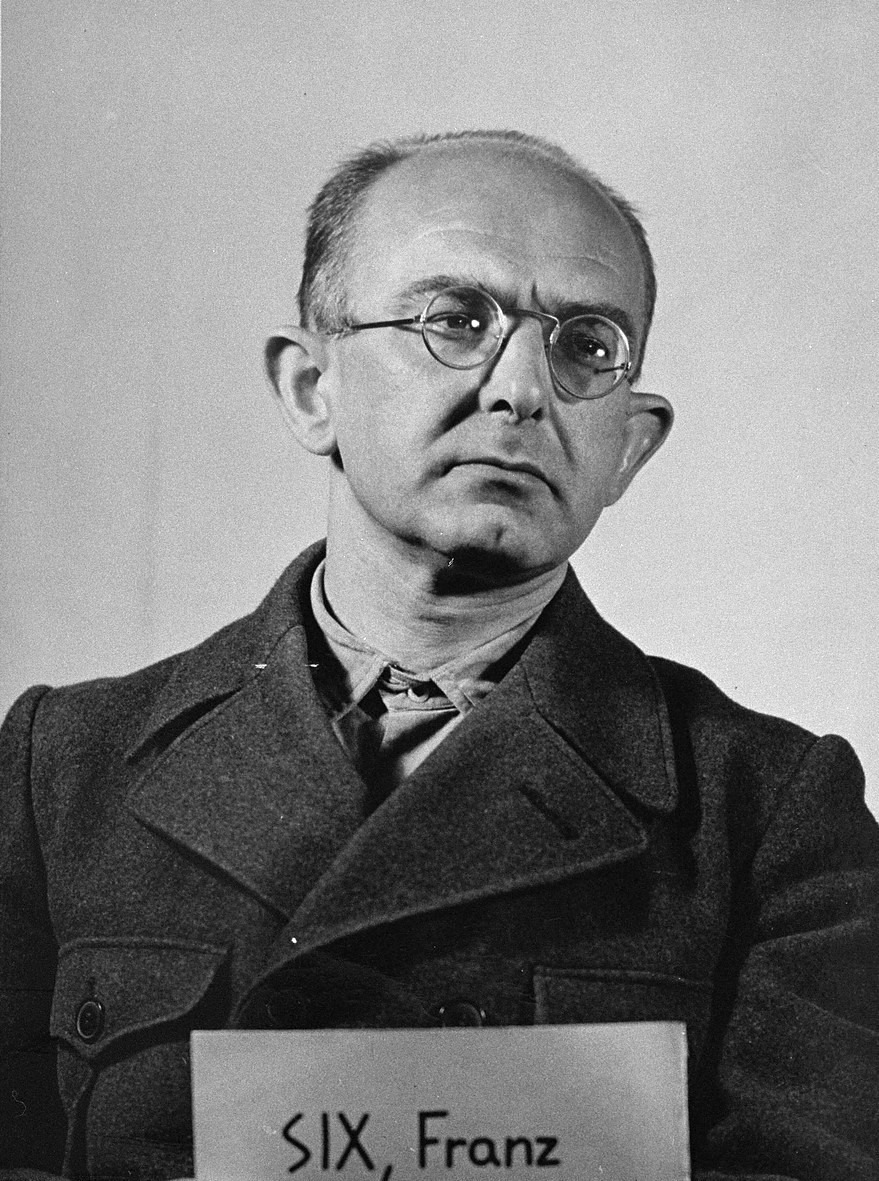
Franz Alfred Six, zdjęcie z 1948, wykonane podczas procesu w Norymberdze

Franz Alfred Six (ur. 12 sierpnia 1909 w Mannheimie, zm. 9 lipca 1975 w Bozen) – zbrodniarz wojenny, SS-Brigadeführer, oficer służb specjalnych III Rzeszy i RFN.

## Okres przedwojenny
Członek NSDAP od 1930 r. W 1934 uzyskał tytuł doktora filozofii, a w 1936 habilitował się. Był m.in. autorem pracy pt. Propaganda polityczna NSDAP w walce o władzę oraz Prasa w Polsce. Członek SS i funkcjonariusz SD od 1935 (SS-nr 107480), w tym samym roku ukończył pierwszy kurs szkoły junkrów SS w Bad Tölz. W 1936 został SS-Hauptsturmführerem i kierownikiem Centralnego Wydziału Prasa i Biblioteka w Głównym Urzędzie SD. W 1938 został SS-Standartenführerem i kierownikiem Urzędu II (Kraj) w Głównym Urzędzie SD; jednocześnie został profesorem Uniwersytetu w Królewcu.

## Lata wojny
W 1939 był członkiem „Sztabu Heydricha” i ponosi odpowiedzialność za działalność SD podczas agresji na Polskę. W tym samym roku objął katedrę nauk o zagranicy (Auslandswissenschaften) na uniwersytecie w Berlinie i był dziekanem wydziału o tej samej nazwie. Po utworzeniu RSHA stanął na czele Urzędu II, który po reorganizacji RSHA przekształcił się w Urząd VII (Badania i ocena światopoglądu), zajmujący się m.in. propagandą antysemicką i antymasońską.
W 1940 został szefem specjalnej grupy operacyjnej SD na Wielką Brytanię (z tytułem pełnomocnika szefa Sipo i SD w Wielkiej Brytanii), której zadaniem było likwidacja wszelkich antynazistowskich organizacji, instytucji i grup opozycyjnych oraz aresztowanie wybitnych przedstawicieli życia politycznego i naukowego, przebywających na Wyspach Brytyjskich, po opanowaniu Wysp przez Niemców.
W 1941 był szefem jednego z oddziałów operacyjnych policji bezpieczeństwa i SD, tzw. „Vorkommando Moskau”, którego głównym zadaniem miało być przejęcie archiwów Kominternu i partii bolszewickiej po spodziewanym opanowaniu Moskwy. Nie mogąc doczekać się tego zadania, grupa Sixa zajęła się selekcją jeńców wojennych, czyli typowaniem oficerów i żołnierzy przeznaczonych do likwidacji; odpowiedzialna jest również za eksterminację około 20 tysięcy Żydów.
W 1943 był – w randze posła – kierownikiem dyplomatów w Ministerstwie Spraw Zagranicznych, którym zlecono prześladowanie Żydów.
W strukturach SS był przez pewien czas przełożonym Adolfa Eichmanna.

## Po wojnie
W 1948 amerykański trybunał wojskowy skazał go (na podstawie wyroku IMT jako prejudykatu oraz Ustawy Nr 10 Sojuszniczej Rady Kontroli) na 20 lat więzienia w procesie grup operacyjnych (punkt 9), za współudział w najcięższych zbrodniach przeciwko ludzkości, zbrodniach wojennych i członkostwie w organizacjach zbrodniczych. Jednak już w 1952 Six został zwolniony i zaczął pracować w Organizacji Gehlena i Bundesnachrichtendienst. Od 1955 był „posłem I klasy przeznaczonym do ponownego wykorzystania”. W latach pięćdziesiątych pracował jako dyrektor fabryki Porsche w Bonn, od 1960 był dyrektorem do spraw reklamy w firmie Porsche-Diesel Motorenbau GmbH, Friedrichshafen. Aresztowany ponownie w czasie procesu Adolfa Eichmanna na skutek publikacji prasowych (m.in. w polskiej prasie).